# Söderslätt
Söderslätt (dansk Søndersletten, skånsk Sönnerslätt) er et fladt landbrugsområde i det sydlige Skåne mellem Lund og Trelleborg.
Navnet bruges især om egnen omkring Vellinge, Trelleborg og Skurup, syd for den gamle landevej mellem Malmø og Ystad. Sletten er gammel havbund. Flere steder ses stenalderhavets kystlinie tydeligt på grænsen mellem sletten og det bakkede landskab længere inde i landet. Særligt tydeligt er det ved Tingbacken syd for Skurup på Länsväg 101.